# Stadion dr. Milan Jelić
Stadion dr. Milan Jelić – stadion piłkarski w Modričy, w Bośni i Hercegowinie. Został otwarty w 1962 roku. Może pomieścić 7600 widzów. Spotkania rozgrywają na nim piłkarze klubu FK Modriča Maxima.
Stadion został otwarty w 1962 roku i od tego czasu piłkarze klubu FK Modriča Maxima (którzy dotąd występowali na boisku we Vranjaku) rozgrywają na nim spotkania domowe. Początkowo nowy obiekt mógł pomieścić około 3000 widzów. W sezonie 2007/2008 FK Modriča Maxima wywalczyła swój pierwszy i jedyny jak dotąd tytuł mistrza Bośni i Hercegowiny.
30 września 2007 roku na stadionie ataku serca doznał Milan Jelić, urzędujący wówczas prezydent Republiki Serbskiej oraz prezes związku piłkarskiego Bośni i Hercegowiny. Został przewieziony do szpitala w Doboju, gdzie jednak zmarł. Niedługo po jego śmierci podjęto decyzję o nazwaniu stadionu w Modričy jego imieniem.